# 翼賛政治体制協議会
翼賛政治体制協議会（よくさんせいじたいせいきょうぎかい、旧字体：翼󠄂贊政治體制協議會）は、翼賛選挙（第21回衆議院議員総選挙）の推進団体。略称は、「翼協」（よくきょう）。

## 概要
1942年（昭和17年）2月23日に結成された。
第2次近衛内閣（近衛文麿首相）において1940年（昭和15年）10月12日、既に結社を禁止されていた勤労国民党や右翼政党の東方会、立憲養正会などを除く全ての政党が自発的に解散して合流する形で、大政翼賛会が成立する。その後、大政翼賛会に率先して合流した政治家たちによって翼賛議員同盟が結成され、太平洋戦争（大東亜戦争）下での軍部の方針を追認する「翼賛体制」を支える機能を果たす。1937年（昭和12年）の第20回総選挙で選出された衆議院議員の任期は1941年（昭和16年）の衆議院議員ノ任期延長ニ関スル法律によって1年延長の特別措置が第2次近衛内閣によって行われていた。
その後、東條内閣(大政翼賛会総裁・東條英機首相)は太平洋戦争（大東亜戦争）の戦況が日本に有利な中にあって帝国議会を「翼賛議会」に転換させるため、1942年（昭和17年）2月18日、来る同年4月に実施される第21回衆議院議員総選挙に備えて候補者の推薦制度を導入することを閣議決定した。
しかし、政府による候補者の推薦は重大な選挙干渉になるため、別の政治団体による推薦方式を採用した。2月23日に軍部や財界など各界の代表者を招集し、翼賛政治体制協議会が発足した。会長に元内閣総理大臣予備役陸軍大将の阿部信行が就いた。翼協は、内務省に政事結社の届を出した。民間による自発的な運動という体裁を調えるために道府県単位の支部を結成し、会長が地元の有力者742名を支部長と支部会員に任命し、軍部や警察が収集した情報をもとに衆議院の総定数と同じ466名を推薦した。翼協の推薦候補者は選挙資金の援助を受けるなど、全面的な支援を受け、選挙戦を有利に戦った。4月30日の投開票では、推薦候補が381名当選した。選挙後の5月5日には目的を達成したとして、解散した。